# Holocaust (groupe)
Pour les articles homonymes, voir Holocaust.
Holocaust est un groupe britannique de heavy metal, originaire d'Édimbourg, en Écosse.

## Histoire
Le groupe est composé de John Mortimer à la guitare et au chant, Scott Wallace à la batterie et Mark McGrath à la basse. En 1983, le guitariste Ed Dudley quitte le groupe pour former et sortir un album sous le nom de Hologram. Holocaust est l'un des groupes écossais de la new wave of British heavy metal de la fin des années 1970 et du début des années 1980, s'écartant de la new wave plus commerciale de l'époque et combinant le metal plus ancien avec le tempo et l'attitude du punk rock.
Le groupe Holocaust, dirigé par John Mortimer, incorpore de nombreuses influences de metal progressif, de thrash metal et de  post-punk dans son style musical, publiant des morceaux complexes tels que l'EP Sound of Souls et l'album-concept Covenant. Les trois membres du groupe sont restés les mêmes depuis 2003, et sortent l'EP Expander et l'album Predator en 2015, et plus récemment l'album Elder Gods en 2019.
La chanson The Small Hours de Holocaust est reprise par Metallica en 1987 et publiée sur leur EP The $5.98 E.P. - Garage Days Re-Revisited, et réapparait sur leur compilation Garage Inc. en 1998.

## Discographie

### Albums studio
- 1981 : The Nightcomers
- 1983 : Steal the Stars (sous le nom de Hologram)
- 1984 : No Man's Land
- 1989 : The Sound of Souls
- 1992 : Hypnosis of Birds
- 1996 : Spirits Fly
- 1997 : Covenant
- 2000 : The Courage to Be
- 2003 : Primal
- 2015 : Predator
- 2019 : Elder Gods[3]

### Albums live
- 1983 : Live (Hot Curry and Wine)

### EP et singles
- 1980 : Heavy Metal Mania (single)
- 1980 : Heavy Metal Mania (EP, vinyle)
- 1980 : Smokin' Valves (single, vinyle)
- 1980 : Smokin' Valves (EP, vinyle)
- 1981 : Live from the Raw Loud 'n' Live Tour (vinyle)
- 1982 : Comin' Through (vinyle)
- 1993 : Heavy Metal Mania '93 (EP, CD)
- 2013 : Expander (EP, CD)

### Compilations
- 1990 : NWOBHM '79 Revisited
- 2003 : Smokin' Valves: The Anthology

### Vidéos
- 1981 : Live from the Raw Loud 'n' Live Tour (réédité en DVD en 2004)